# Subskrypcja akcji
Subskrypcja akcji – forma tzw. zwykłego podwyższenia kapitału zakładowego w spółce akcyjnej (w odróżnieniu od podwyższenia warunkowego i celowego). Zarząd tej spółki oferuje w drodze ogłoszenia akcje, co do których służy akcjonariuszom prawo poboru.

## Opis
Prawo poboru powinno być wykonane przez akcjonariusza w terminie nie krótszym niż trzy tygodnie od dnia ogłoszenia.
W przypadku jednak, gdy wszystkie akcje w spółce są imienne, wtedy zarząd może zrezygnować z dokonywania ogłoszenia. Akcjonariuszy informuje się w tymże przypadku o subskrypcji listami poleconymi. Jednak wtedy termin do wykonania prawa poboru nie może być krótszy aniżeli dwa tygodnie od dnia wysłania listu poleconego do akcjonariusza.
Jeżeli nie dojdzie do pełnego wykonania prawa poboru akcji w pierwszym terminie, to zarząd ogłasza drugi termin.
Nieco inaczej rzecz kształtuje się w odniesieniu do spółki publicznej. Wykonanie prawa poboru w takiej spółce następuje w jednym terminie. Termin ten wskazany jest w prospekcie. Jednakże ustawa zastrzega, iż akcjonariusze mogą wykonywać prawo poboru w terminie, który nie może być krótszy aniżeli dwa tygodnie, licząc od dnia ogłoszenia wspomnianego prospektu.
Akcjonariusze, którzy chcą skorzystać z prawa poboru akcji, muszą dokonać tzw. zapisu na akcje. Zapis ten dokonywany jest w formie pisemnej. Spółka sporządza odpowiednie formularze, w co najmniej dwóch egzemplarzach dla każdego subskrybenta (jeden przeznaczony jest dla spółki, drugi dla subskrybenta). Zapis powinien zostać złożony w spółce lub osobie przez nią upoważnionej. Termin co do zapisu określony musi zostać w ogłoszeniu, prospekcie albo w liście poleconym.
Termin zapisywania się na akcje nie może być dłuższy niż trzy miesiące od dnia, kiedy subskrypcja zostanie otwarta.
Jeśli w tymże terminie co najmniej minimalna liczba akcji oferowanych nie zostanie subskrybowana (i należycie opłacona), wtedy podwyższenie kapitału zakładowego uważa się za niedoszłe do skutku.
Zarząd ogłasza o tym fakcie i wzywa akcjonariuszy do odbioru wpłaconych kwot.
W przypadku zaś gdy podwyższenie kapitału zakładowego dojdzie do skutku, zarząd spółki w terminie dwóch tygodni od dnia zamknięcia subskrypcji dokonuje przydziału akcji (zgodnie z ogłoszonymi zasadami przydziału akcji).
Osobom, którym akcje nie zostały przydzielone, zarząd wzywa do odbioru wpłaconych kwot. Dokonuje tego najpóźniej w terminie dwóch tygodni od dnia zakończenia przydziału akcji.